# Lijst van afleveringen van Mock the Week
Dit is een lijst van afleveringen van de BBC televisie komedie Mock the Week met inbegrip van de data die elke aflevering uitgezonden, de gasten en de uiteindelijke score.

## Kleurtoets
 -- Aflevering gewonnen door Hugh en Frankies / Hughs / Hugh en Chris' team
 -- Aflevering gewonnen door Rory's / Andy's / Andy en Russells team
 -- Aflevering eindigt onbeslist

## Afleveringen

### Seizoen1
| Aflevering | Uitgezonden  | Hugh en Frankies team | Rory's team                 |
| ---------- | ------------ | --------------------- | --------------------------- |
| 01x01      | 5 juni 2005  | Linda Smith           | John Oliver en Jeremy Hardy |
| 01x02      | 12 juni 2005 | Jo Brand              | Andy Parsons en Mark Steel  |
| 01x03      | 19 juni 2005 | Jo Brand              | John Oliver en Al Murray    |
| 01x04      | 26 juni 2005 | David Mitchell        | Andy Parsons en Linda Smith |
| 01x05      | 3 juli 2005  | John Oliver           | David Mitchell en Jo Brand  |
| 01x06      | 10 juli 2005 | Compilatieaflevering  | Compilatieaflevering        |

### Seizoen 2
| Aflevering | Uitgezonden      | Hugh en Frankies team | Rory's team                                 |
| ---------- | ---------------- | --------------------- | ------------------------------------------- |
| 02x01      | 20 januari 2006  | Jo Brand              | Andy Parsons en John Oliver                 |
| 02x02      | 27 januari 2006  | Gina Yashere          | John Oliver en Al Murray                    |
| 02x03      | 3 februari 2006  | David Mitchell        | Andy Parsons en Sue Perkins                 |
| 02x04      | 10 februari 2006 | Sandi Toksvig         | Andy Parsons, David Mitchell en John Oliver |
| 02x05      | 17 februari 2006 | Gina Yashere          | Andy Parsons en Greg Proops                 |
| 02x06      | 24 februari 2006 | Jo Brand              | Jeremy Hardy en John Oliver                 |
| 02x07      | 2 maart 2006     | Compilatieaflevering  | Compilatieaflevering                        |

### Seizoen 3
| Aflevering | Uitgezonden       | Hugh en Frankies team | Andy's team                      |
| ---------- | ----------------- | --------------------- | -------------------------------- |
| 03x01      | 14 september 2006 | Gina Yashere          | Clive Anderson en Russell Howard |
| 03x02      | 21 september 2006 | Ed Byrne              | Jo Brand en Robin Ince           |
| 03x03      | 28 september 2006 | Mark Watson           | Jon Culshaw en Russell Howard    |
| 03x04      | 5 oktober 2006    | Mark Watson           | Ian Stone en Jon Culshaw         |
| 03x05      | 12 oktober 2006   | Gina Yashere          | Ed Byrne en Russell Howard       |
| 03x06      | 19 oktober 2006   | Adam Hills            | Mark Steel en Russell Howard     |
| 03x07      | 26 oktober 2006   | Compilatieaflevering  | Compilatieaflevering             |

### Seizoen 4
| Aflevering | Uitgezonden      | Hugh en Frankies team | Andy en Russells team |
| ---------- | ---------------- | --------------------- | --------------------- |
| 04x01      | 11 januari 2007  | Mark Watson           | David Mitchell        |
| 04x02      | 18 januari 2007  | Ian Stone             | Mark Watson           |
| 04x03      | 25 januari 2007  | Shappi Khorsandi      | Fred MacAulay         |
| 04x04      | 1 februari 2007  | Gina Yashere          | Ed Byrne              |
| 04x05      | 8 februari 2007  | Rhod Gilbert          | Jo Caulfield          |
| 04x06      | 15 februari 2007 | Compilatieaflevering  | Compilatieaflevering  |

### Seizoen 5
| Aflevering | Uitgezonden       | Hugh en Frankies team | Andy en Russells team |
| ---------- | ----------------- | --------------------- | --------------------- |
| 05x01      | 12 juli 2007      | Michael McIntyre      | Jan Ravens            |
| 05x02      | 19 juli 2007      | Mark Watson           | Jo Caulfield          |
| 05x03      | 26 juli 2007      | Rhod Gilbert          | Lauren Laverne        |
| 05x04      | 2 augustus 2007   | Adam Hills            | Jo Caulfield          |
| 05x05      | 9 augustus 2007   | Jimmy Tingle          | David Mitchell        |
| 05x06      | 16 augustus 2007  | Ben Norris            | Ed Byrne              |
| 05x07      | 23 augustus 2007  | Fiona Allen           | David Mitchell        |
| 05x08      | 30 augustus 2007  | Alun Cochrane         | Ed Byrne              |
| 05x09      | 6 september 2007  | Mark Watson           | Jo Caulfield          |
| 05x10      | 13 september 2007 | Ed Byrne              | Gina Yashere          |
| 05x11      | 20 september 2007 | Michael McIntyre      | Ben Norris            |
| 05x12      | 27 september 2007 | Compilatieaflevering  | Compilatieaflevering  |

### Seizoen 6
| Aflevering | Uitgezonden       | Hugh en Frankies team                                         | Andy en Russells team                                         |
| ---------- | ----------------- | ------------------------------------------------------------- | ------------------------------------------------------------- |
| 06x01      | 10 juli 2008      | Michael McIntyre                                              | Lucy Porter                                                   |
| 06x02      | 17 juli 2008      | Stephen K. Amos                                               | Ed Byrne                                                      |
| 06x03      | 24 juli 2008      | Greg Davies                                                   | Danielle Ward                                                 |
| 06x04      | 31 juli 2008      | Michael McIntyre                                              | Mark Watson                                                   |
| 06x05      | 7 augustus 2008   | Ed Byrne                                                      | Zoe Lyons                                                     |
| 06x06      | 14 augustus 2008  | Adam Hills                                                    | David Mitchell                                                |
| 06x07      | 21 augustus 2008  | Lucy Porter                                                   | David Mitchell                                                |
| 06x08      | 28 augustus 2008  | Greg Proops                                                   | Fred MacAulay                                                 |
| 06x09      | 4 september 2008  | Michael McIntyre                                              | Lauren Laverne                                                |
| 06x10      | 11 september 2008 | Stewart Francis                                               | Ed Byrne                                                      |
| 06x11      | 18 september 2008 | Adam Bloom                                                    | Gina Yashere                                                  |
| 06x12      | 25 september 2008 | Compilatieaflevering                                          | Compilatieaflevering                                          |
| 06x13      | 23 December 2008  | Kersteditie - hoogtepunten seizoen 6 en nieuwe Kerstmisscènes | Kersteditie - hoogtepunten seizoen 6 en nieuwe Kerstmisscènes |

### Seizoen 7
| Aflevering | Uitgezonden       | Hugh en Frankies team                                         | Andy en Russells team                                         |
| ---------- | ----------------- | ------------------------------------------------------------- | ------------------------------------------------------------- |
| 07x01      | 09 juli 2009      | Gina Yashere                                                  | Frank Skinner                                                 |
| 07x02      | 16 juli 2009      | Tom Stade                                                     | Rhod Gilbert                                                  |
| 07x03      | 23 juli 2009      | Greg Davies                                                   | Lucy Porter                                                   |
| 07x04      | 30 juli 2009      | Adam Hills                                                    | Alun Cochrane                                                 |
| 07x05      | 6 augustus 2009   | Stewart Francis                                               | Zoe Lyons                                                     |
| 07x06      | 13 augustus 2009  | Stewart Francis                                               | Ed Byrne                                                      |
| 07x07      | 20 augustus 2009  | Compilatieaflevering                                          | Compilatieaflevering                                          |
| 07x08      | 27 augustus 2009  | Seann Walsh                                                   | Fred MacAulay                                                 |
| 07x09      | 3 september 2009  | Stewart Francis                                               | Holly Walsh                                                   |
| 07x10      | 10 september 2009 | Jack Whitehall                                                | Ed Byrne                                                      |
| 07x11      | 17 september 2009 | Sarah Millican                                                | David Mitchell                                                |
| 07x12      | 24 september 2009 | Milton Jones en David Mitchell                                | Ben Norris                                                    |
| 07x13      | 22 december 2009  | Kersteditie - hoogtepunten seizoen 7 en nieuwe Kerstmisscènes | Kersteditie - hoogtepunten seizoen 7 en nieuwe Kerstmisscènes |

### Seizoen 8
| Aflevering | Uitgezonden      | Hughs team                        | Andy en Russells team |
| ---------- | ---------------- | --------------------------------- | --------------------- |
| 08x01      | 21 januari 2010  | Milton Jones en Patrick Kielty    | Mark Watson           |
| 08x02      | 28 januari 2010  | Sarah Millican en Chris Addison   | John Bishop           |
| 08x03      | 4 februari 2010  | Stewart Francis en Andrew Maxwell | Andi Osho             |
| 08x04      | 11 februari 2010 | Milton Jones en Jack Whitehall    | Holly Walsh           |
| 08x05      | 18 februari 2010 | Kevin Bridges en Chris Addison    | Ed Byrne              |
| 08x06      | 25 februari 2010 | Compilatieaflevering              | Compilatieaflevering  |

### Seizoen 9
| Aflevering | Uitgezonden       | Hughs team                                                    | Andy's team                                                   |
| ---------- | ----------------- | ------------------------------------------------------------- | ------------------------------------------------------------- |
| 09x01      | 17 juni 2010      | Milton Jones en Chris Addison                                 | Diane Morgan en Russell Howard                                |
| 09x02      | 24 juni 2010      | Jack Whitehall en Nik Rabinowitz                              | Jarred Christmas en Russell Howard                            |
| 09x03      | 1 juli 2010       | Chris Addison en Micky Flanagan                               | Ed Byrne en Russell Howard                                    |
| 09x04      | 15 juli 2010      | Milton Jones en Seann Walsh                                   | Zoe Lyons en Russell Howard                                   |
| 09x05      | 22 juli 2010      | Stewart Francis en Chris Addison                              | Ed Byrne en Russell Howard                                    |
| 09x06      | 29 juli 2010      | Compilatieaflevering                                          | Compilatieaflevering                                          |
| 09x07      | 9 september 2010  | Chris Addison en Milton Jones                                 | Andi Osho en Russell Howard                                   |
| 09x08      | 16 september 2010 | Stewart Francis en Miles Jupp                                 | Ed Byrne en Micky Flanagan                                    |
| 09x09      | 23 september 2010 | Milton Jones en Russell Kane                                  | Kevin Bridges en Patrick Kielty                               |
| 09x10      | 30 september 2010 | Chris Addison en Carl Donnelly                                | Andi Osho en Jack Whitehall                                   |
| 09x11      | 7 oktober 2010    | Chris Addison en Jack Whitehall                               | Ed Byrne en Miles Jupp                                        |
| 09x12      | 14 oktober 2010   | Compilatieaflevering                                          | Compilatieaflevering                                          |
| 09x13      | 21 december 2010  | Kersteditie - hoogtepunten seizoen 9 en nieuwe Kerstmisscènes | Kersteditie - hoogtepunten seizoen 9 en nieuwe Kerstmisscènes |

### Seizoen 10
| Aflevering | Uitgezonden       | Hughs team                       | Andy's team                    |
| ---------- | ----------------- | -------------------------------- | ------------------------------ |
| 10x01      | 9 juni 2011       | Chris Addison en Milton Jones    | Greg Davies en Seann Walsh     |
| 10x02      | 16 juni 2011      | Chris Addison en Diane Morgan    | Ed Byrne en Micky Flanagan     |
| 10x03      | 23 juni 2011      | Chris Addison en Stewart Francis | Ava Vidal en Seann Walsh       |
| 10x04      | 30 juni 2011      | Alun Cochrane en Milton Jones    | Micky Flanagan en Zoe Lyons    |
| 10x05      | 7 juli 2011       | Milton Jones en Jack Whitehall   | Ed Byrne en Micky Flanagan     |
| 10x06      | 14 juli 2011      | Compilatieaflevering             | Compilatieaflevering           |
| Aflevering | Uitgezonden       | Hugh en Chris' team              | Andy's team                    |
| 10x07      | 8 september 2011  | Stewart Francis                  | Nathan Caton en Micky Flanagan |
| 10x08      | 15 september 2011 | Carl Donnelly                    | Miles Jupp en Ava Vidal        |
| 10x09      | 22 september 2011 | Greg Davies                      | Simon Evans en Micky Flanagan  |
| 10x10      | 29 september 2011 | Milton Jones                     | Ed Byrne en Holly Walsh        |
| 10x11      | 6 oktober 2011    | Stewart Francis                  | Ed Byrne en Adam Hills         |
| 10x12      | 13 oktober 2011   | Milton Jones                     | Miles Jupp en Andi Osho        |

### Seizoen 11
| Aflevering | Uitgezonden       | Hugh en Chris' team                                            | Andy's team                                                    |
| ---------- | ----------------- | -------------------------------------------------------------- | -------------------------------------------------------------- |
| 11x01      | 14 juni 2012      | Greg Davies                                                    | Nathan Caton en Micky Flanagan                                 |
| 11x02      | 21 juni 2012      | Milton Jones                                                   | Jo Caulfield en Carl Donnelly                                  |
| 11x03      | 1 juli 2012       | Gary Delaney                                                   | Marcus Brigstocke en Zoe Lyons                                 |
| 11x04      | 5 juli 2012       | Milton Jones                                                   | Ava Vidal en Mark Watson                                       |
| 11x05      | 12 juli 2012      | Milton Jones                                                   | Miles Jupp en Josh Widdicombe                                  |
| 11x06      | 19 juli 2012      | Compilatieaflevering                                           | Compilatieaflevering                                           |
| 11x07      | 6 september 2012  | Stewart Francis                                                | Alun Cochrane en Andi Osho                                     |
| 11x08      | 13 september 2012 | Milton Jones                                                   | Ed Byrne, Chris Ramsey en Josh Widdicombe                      |
| 11x09      | 20 september 2012 | Gary Delaney                                                   | Jo Caulfield en Greg Davies                                    |
| 11x10      | 27 september 2012 | Milton Jones                                                   | Josh Widdicombe en Joe Wilkinson                               |
| 11x11      | 4 oktober 2012    | Gary Delaney                                                   | Ed Byrne en Alun Cochrane                                      |
| 11x12      | 11 oktober 2012   | Milton Jones                                                   | Katherine Ryan en Josh Widdicombe                              |
| 11x13      | 27 december 2012  | Kersteditie - hoogtepunten seizoen 11 en nieuwe Kerstmisscènes | Kersteditie - hoogtepunten seizoen 11 en nieuwe Kerstmisscènes |

### Seizoen 12
| Aflevering | Uitgezonden       | Hugh en Chris' team                                            | Andy's team                                                    |
| ---------- | ----------------- | -------------------------------------------------------------- | -------------------------------------------------------------- |
| 12x01      | 13 juni 2013      | Milton Jones                                                   | Katherine Ryan en Josh Widdicombe                              |
| 12x02      | 20 juni 2013      | Gary Delaney                                                   | Nathan Caton en Miles Jupp                                     |
| 12x03      | 27 juni 2013      | Gary Delaney                                                   | Holly Walsh en Josh Widdicombe                                 |
| 12x04      | 4 juli 2013       | Milton Jones                                                   | Ed Byrne en Ava Vidal                                          |
| 12x05      | 11 juli 2013      | Hal Cruttenden                                                 | Ed Byrne en Josh Widdicombe                                    |
| 12x06      | 18 juli 2013      | Rob Beckett                                                    | Ed Byrne en Chris Ramsey                                       |
| Aflevering | Uitgezonden       | Hughs team                                                     | Andy's team                                                    |
| 12x07      | 5 september 2013  | Rob Beckett en Stewart Francis                                 | Ed Byrne en Katherine Ryan                                     |
| 12x08      | 12 september 2013 | Gary Delaney en Alistair McGowan                               | Hal Cruttenden en Miles Jupp                                   |
| 12x09      | 19 september 2013 | Ed Byrne en Milton Jones                                       | Hal Cruttenden en Holly Walsh                                  |
| 12x10      | 26 september 2013 | Gary Delaney en Josh Widdicombe                                | Rob Beckett en Romesh Ranganathan                              |
| 12x11      | 3 oktober 2013    | Milton Jones en Seann Walsh                                    | Miles Jupp en Josh Widdicombe                                  |
| 12x12      | 10 oktober 2013   | Compilatieaflevering                                           | Compilatieaflevering                                           |
| 12x13      | 31 december 2013  | Kersteditie - hoogtepunten seizoen 12 en nieuwe Kerstmisscènes | Kersteditie - hoogtepunten seizoen 12 en nieuwe Kerstmisscènes |

### Seizoen 13
| Aflevering | Uitgezonden       | Hughs team                           | Andy's team                          |
| ---------- | ----------------- | ------------------------------------ | ------------------------------------ |
| 13x01      | 12 juni 2014      | Ed Byrne en Milton Jones             | Romesh Ranganathan en Katherine Ryan |
| 13x02      | 19 juni 2014      | Rob Beckett en Gary Delaney          | Sara Pascoe en Josh Widdicombe       |
| 13x03      | 26 juni 2014      | Miles Jupp en Romesh Ranganathan     | Angela Barnes en Josh Widdicombe     |
| 13x04      | 3 juli 2014       | Hal Cruttenden en Romesh Ranganathan | Rob Beckett en Susan Calman          |
| 13x05      | 10 juli 2014      | Gary Delaney en Romesh Ranganathan   | Tiffany Stevenson en Josh Widdicombe |
| 13x06      | 17 juli 2014      | Ed Byrne en Milton Jones             | Russell Kane en Zoe Lyons            |
| 13x07      | 11 september 2014 | Ed Byrne en Gary Delaney             | Katherine Ryan en Josh Widdicombe    |
| 13x08      | 18 september 2014 | Gart Dekaney en Romesh Ranganathan   | Sara Pascoe en Rob Beckett           |
| 13x09      | 26 september 2014 | Rob Beckett en Milton Jones          | Romesh Ranganathan en Holly Walsh    |
| 13x10      | 2 oktober 2014    | James Acaster en Ed Byrne            | Sara Pascoe en Josh Widdicom         |
| 13x11      | 9 oktober 2014    | Milton Jones en Ed Byrne             | Zoe Lyons en Rob Beckett             |

### Seizoen 14
| Aflevering | Uitgezonden       | Hugh's team                               | Andy's team                                    |
| ---------- | ----------------- | ----------------------------------------- | ---------------------------------------------- |
| 14x01      | 11 juni 2015      | James Acaster en Josh Widdicombe          | Matt Forde en Katherine Ryan                   |
| 14x02      | 18 juni 2015      | Milton Jones en Josh Widdicombe           | Rob Beckett en Ellie Taylor                    |
| 14x03      | 25 June 2015      | Ed Byrne en Gary Delaney                  | James Acaster en Sara Pascoe                   |
| 14x04      | 2 July 2015       | Miles Jupp en Romesh Ranganathan          | Rob Beckett en Tiff Stevenson                  |
| 14x05      | 9 July 2015       | Ed Byrne en Milton Jones                  | Matt Forde, Zoe Lyons en Josh Widdicombe       |
| 14x06      | 16 July 2015      | Ed Byrne en Ed Gamble                     | Rob Beckett, Sara Pascoe en Romesh Ranganathan |
| 14x07      | 10 September 2015 | Milton Jones en Josh Widdicombe           | Ed Gamble en Katherine Ryan                    |
| 14x08      | 17 September 2015 | Ed Byrne en Nathan Caton                  | Ed Gamble en Sara Pascoe                       |
| 14x09      | 24 September 2015 | Gary Delaney en Josh Widdicombe           | James Acaster en Zoe Lyons                     |
| 14x10      | 1 October 2015    | James Acaster en Rob Beckett              | Ellie Taylor en Josh Widdicombe                |
| 14x11      | 8 October 2015    | Ed Byrne en Milton Jones                  | Rob Beckett, Ed Gamble en Holly Walsh          |
| 14x12      | 19 October 2015   | Compilatieaflevering – best of Seizoen 14 | Compilatieaflevering – best of Seizoen 14      |

## Eindresultaat
| Hugh                                    | Rory | Andy |
| Seizoensoverwinningen (1 gelijkspel)    |      |      |
| 6                                       | 7    | 7    |
| 6                                       | 0    | 7    |
| Afleveringsoverwinningen (2 gelijkspel) |      |      |
| 62                                      | 61   | 61   |
| 62                                      | 3    | 58   |